# Giro del Belgio 1975
Il Giro del Belgio 1975, cinquantanovesima edizione della corsa, si svolse in cinque tappe tra il 30 marzo e il 3 aprile 1975, per un percorso totale di 969 km e fu vinto dal belga Freddy Maertens.

## Tappe
| Tappa  | Data      | Percorso                     | km   | Vincitore di tappa                | Leader cl. generale |
| ------ | --------- | ---------------------------- | ---- | --------------------------------- | ------------------- |
| 1ª-1ª  | 30 marzo  | Gand (Cron. a coppie)        | 7,5  | Freddy Maertens Michel Pollentier |                     |
| 1ª-2ª  | 30 marzo  | Gand > Kampenhout            | 166  | Freddy Maertens                   |                     |
| 2ª     | 31 marzo  | Kampenhout > Ostenda         | 181  | Freddy Maertens                   |                     |
| 3ª     | 1º aprile | Ostenda > Soignies           | 195  | Jean-Pierre Danguillaume          |                     |
| 4ª     | 2 aprile  | Soignies > Waremme           | 203  | Charles Rouxel                    |                     |
| 5ª-1ª  | 3 aprile  | Waremme > Heverlee           | 140  | Johan De Muynck                   |                     |
| 5ª-2ª  | 3 aprile  | Heverlee (Cron. individuale) | 76,5 | Guido Van Sweevelt                | Freddy Maertens     |
| Totale | Totale    | Totale                       | 969  |                                   |                     |

## Dettagli delle tappe

### 1ª tappa-1ª semitappa
- 30 marzo: Gand – Cronometro a coppie – 7,5 km

Risultati
| Pos. | Corridore                           | Squadra        | Tempo |
| ---- | ----------------------------------- | -------------- | ----- |
| 1    | Freddy Maertens & Michel Pollentier | Carpenter      | 9'36" |
| 2    | Knut Knudsen & Giacomo Bazzan       | Jollj Ceramica | a 8"  |
| 3    | Roy Schuiten & Dietrich Thurau      | TI-Raleigh     | a 11" |

### 1ª tappa-2ª semitappa
- 30 marzo: Gand > Kampenhout – 166 km

Risultati
| Pos. | Corridore       | Squadra       | Tempo    |
| ---- | --------------- | ------------- | -------- |
| 1    | Freddy Maertens | Carpenter     | 4h09'20" |
| 2    | Frans Verbeeck  | Maes Pils     | s.t.     |
| 3    | Cees Priem      | Frisol-G.B.C. | s.t.     |

### 2ª tappa
- 31 marzo: Kampenhout > Ostenda – 181 km

Risultati
| Pos. | Corridore            | Squadra    | Tempo    |
| ---- | -------------------- | ---------- | -------- |
| 1    | Freddy Maertens      | Carpenter  | 4h14'10" |
| 2    | Jan Raas             | TI-Raleigh | s.t.     |
| 3    | Guido Van Roosbroeck | Alsaver    | s.t.     |

### 3ª tappa
- 1º aprile: Ostenda > Soignies – 195 km

Risultati
| Pos. | Corridore          | Squadra       | Tempo    |
| ---- | ------------------ | ------------- | -------- |
| 1    | J.-L. Danguillaume | Peugeot       | 4h39'25" |
| 2    | Theo Smit          | Frisol-G.B.C. | a 8"     |
| 3    | Gerben Karstens    | Gitane        | s.t.     |

### 4ª tappa
- 2 aprile: Soignies > Waremme – 205 km

Risultati
| Pos. | Corridore        | Squadra        | Tempo    |
| ---- | ---------------- | -------------- | -------- |
| 1    | Charles Rouxel   | Peugeot        | 5h27'16" |
| 2    | Marcello Bergamo | Jollj Ceramica | s.t.     |
| 3    | Gerben Karstens  | Gitane         | s.t.     |

### 5ª tappa-1ª semitappa
- 3 aprile: Waremme > Heverlee – 140 km

Risultati
| Pos. | Corridore        | Squadra   | Tempo    |
| ---- | ---------------- | --------- | -------- |
| 1    | Johan De Muynck  | Brooklyn  | 2h33'55" |
| 2    | Eddy Verstraeten | Maes Pils | a 38"    |
| 3    | Gustaaf Hermans  | Ijsboerke | a 1'39"  |

### 5ª tappa-2ª semitappa
- 3 aprile: Heverlee – Cronometro individuale – 76,5 km

Risultati
| Pos. | Corridore            | Squadra   | Tempo    |
| ---- | -------------------- | --------- | -------- |
| 1    | Guido Van Sweevelt   | Maes Pils | 1h52'05" |
| 2    | Willy Teirlinck      | Gitane    | a 5"     |
| 3    | Guido Van Roosbroeck | Alsaver   | a 8"     |

## Classifiche finali

### Classifica generale
| Pos. | Corridore              | Squadra       | Tempo     |
| ---- | ---------------------- | ------------- | --------- |
| 1    | Freddy Maertens        | Carpenter     | 23h08'27" |
| 2    | Michel Pollentier      | Carpenter     | a 20"     |
| 3    | Frans Verbeeck         | Maes Pils     | a 27"     |
| 4    | Jan Raas               | TI-Raleigh    | a 39"     |
| 5    | Roger Swerts           | Ijsboerke     | a 49"     |
| 6    | Cees Priem             | Frisol-G.B.C. | a 57"     |
| 7    | Marcello Osler         | Brooklyn      | a 1'30"   |
| 8    | Willy De Geest         | Brooklyn      | a 1'40"   |
| 9    | Gustaaf Van Roosbroeck | Alsaver       | a 2'03"   |
| 10   | J.-L. Danguillaume     | Peugeot       | a 2'33"   |

### Classifica a punti
| Pos. | Corridore       | Squadra   | Punti |
| ---- | --------------- | --------- | ----- |
| 1    | Freddy Maertens | Carpenter | ?     |

### Classifica a squadre
| Pos. | Squadra            | Tempo |
| ---- | ------------------ | ----- |
| 1    | Carpenter-Flandria | ?     |